# Liste der Monuments historiques in Chavagne
Die Liste der Monuments historiques in Chavagne führt die Monuments historiques in der französischen Gemeinde Chavagne auf.

## Liste der Objekte
| Bezeichnung      | Beschreibung                   | Standort                       | Kennzeichnung | Schutzstatus | Datum | Bild |
| ---------------- | ------------------------------ | ------------------------------ | ------------- | ------------ | ----- | ---- |
| Zwei Grabplatten | Stein, 16. Jahrhundert         | auf dem Friedhof               | PM35000139    | Classé       | 1919  |      |
| Weihrauchfass    | Silber, zwischen 1793 und 1797 | in der Kirche St-Martin (Lage) | PM35000138    | Classé       | 1965  |      |